# Juan Carlos Ferrero Donat
Juan Carlos Ferrero i Donat (Ontinyent, 12 de febrer de 1980) és un ex jugador i entrenador de tennis valencià.
És considerat un dels millors tennistes de la història d'Espanya, ja que té un títol de Roland Garros i arribà en el seu dia a la primera posició del rànquing mundial, que va conservar només durant vuit setmanes. Va guanyar un total de setze títols individuals. Fa formar part de l'equip espanyol de la Copa Davis i va guanyar-ne dues edicions (2000, 2004). El 23 d'octubre de 2012, amb 32 anys, es va retirar professionalment després de perdre contra Nicolás Almagro en el torneig de València per 7-5 i 6-3 posant punt final a la seva carrera esportiva. A continuació va iniciar la seva trajectòria com a entrenador dirigint a Alexander Zverev dues temporades, i llavors es va centrar en Carlos Alcaraz.

## Biografia
Ferrero va nàixer a Ontinyent, el 12 de febrer de 1980, fill d'Eduardo i Rosario, i té dues germanes més grans, Ana i Laura. Va començar a jugar a l'edat de set anys gràcies al seu avi. Quan tenia disset anys va estar a punt de deixar el tennis per la mort la seva mare a causa d'un càncer.
Conviu amb la seva xicota Eva Gil, amb qui va tenir una filla de nom Vega, nascuda el 9 de setembre de 2014.
És un dels tennistes més complets, fet que demostra havent arribat almenys als quarts de final de tots els Grand Slams, tot i que sempre ha obtingut millors resultats en terra batuda. Els seus patrocinadors són Joma per la roba i Prince Sports per les raquetes.

## Torneigs de Grand Slam

### Individual: 3 (1−2)
| Resultat  | Núm. | Any  | Torneig       | Oponent        | Marcador           |
| --------- | ---- | ---- | ------------- | -------------- | ------------------ |
| Finalista | 1.   | 2002 | Roland Garros | Albert Costa   | 1−6, 0−6, 6−4, 3−6 |
| Guanyador | 1.   | 2003 | Roland Garros | Martin Verkerk | 6−1, 6−3, 6−2      |
| Finalista | 2.   | 2003 | US Open       | Andy Roddick   | 3−6, 6−7, 3−6      |

## Carrera
El 1998 va ser finalista en el Roland Garros junior, perdent davant Fernando González. Degut a l'èxit, aquell mateix any ja es va fer professional, però no va ser fins a l'any següent que va aparèixer en el quadre principal d'un torneig ATP, concretament a semifinals de Casablanca. Després de guanyar diversos torneigs challengers, va entrar en el grup dels primers 100 tennistes del món per primera vegada. El 1999 va disputar el seu primer Grand Slam, el US Open, i un mes després, va aconseguir el seu primer títol a Mallorca, quan tot just era el seu cinquè torneig professional. Va finalitzar l'any en 43a posició del rànquing, fet que li va valer el premi de nouvingut ATP de l'any (ATP Newcomer of the Year). L'any 2000, tot i no guanyar cap torneig, va arribar a dues finals i va entrar en els vint primers del rànquing. També va ajudar a Espanya a aconseguir la Copa Davis guanyant els cinc partits que va disputar.
L'any 2001 va començar en plena forma i va aconseguir quatre títols en només tres mesos, entre ells el seu primer Masters a Roma. Seguidament va ser finalista al Masters d'Hamburg i la semifinalista al Roland Garros novament. Aquests èxits li van permetre disputar el Tennis Masters Cup perdent a semifinals davant el vencedor final, Lleyton Hewitt, i va entrar en el top 5 del rànquing mundial. Va iniciar l'any 2002 amb problemes degut a una bursitis al genoll dret però va afrontar el Roland Garros amb suficients condicions com per arribar a la seva primera final de Grand Slam, que va perdre davant el seu compatriota Albert Costa. Els bons resultats de la temporada li van permetre tornar a disputar el Tennis Masters Cup, al qual va arribar a la final perdent novament davant Lleyton Hewitt, i es va situar en quarta posició del rànquing.

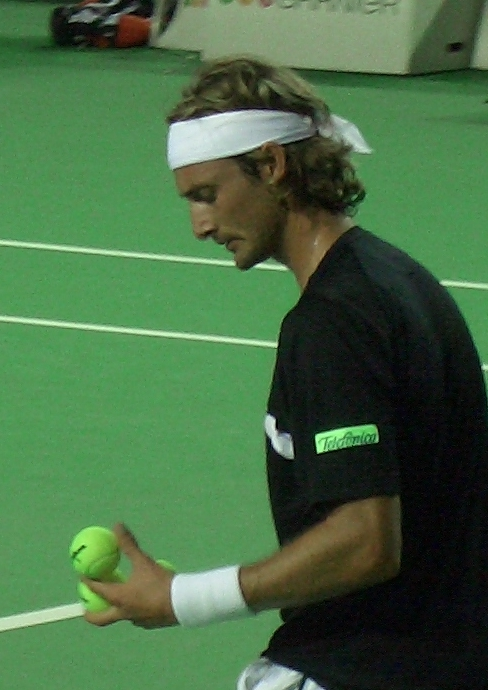
Juan Carlos Ferrero a l'Open d'Austràlia de 2006

La temporada 2003 va esdevenir la millor a nivell professional des de bon principi. Va encadenar diverses finals i semifinals fins a aconseguir el seu primer títol de Grand Slam, el Roland Garros davant Martin Verkerk. També va aconseguir el seu millor resultat en el US Open perdent clarament en la final contra Andy Roddick. Tot i això, aquest resultat li va permetre accedir al cim del rànquing mundial i fou guardonat com a esportista espanyol de l'any. Va conservar aquesta posició només vuit setmanes i va acabar l'any en tercer lloc.
Malgrat començar el 2004 arribant a semifinals de l'Open d'Austràlia, aquest any va ser un autèntic malson per Ferrero degut a diverses lesions i malalties, i com a conseqüència, el seu rànquing va caure en picat. Per exemple, el març va patir la varicel·la i el maig va caure en un entrenament i es va lesionar en diverses costelles i el canell dret. Tot i intentar recuperar-se aviat, ja no va aconseguir l'estat de forma necessari per a aconseguir algun èxit. El següent any va començar de forma correcta arribant a diverses finals i semifinals, i malgrat no guanyar cap títol, es va tornar a situar entre els vint millors tennistes del món. Els següents anys van ser molt semblants, no va aconseguir cap títol però si va realitzar algunes actuacions destacades com la final del Masters de Cincinnati (2006) o els quarts de final a Wimbledon (2007), que li va permetre mantenir-se entre els trenta primers del rànquing. El 2008 va tornar a patir diverses lesions que no li van permetre aconseguir cap èxit important i va baixar el lloc 55, la posició més baixa des del 1998.

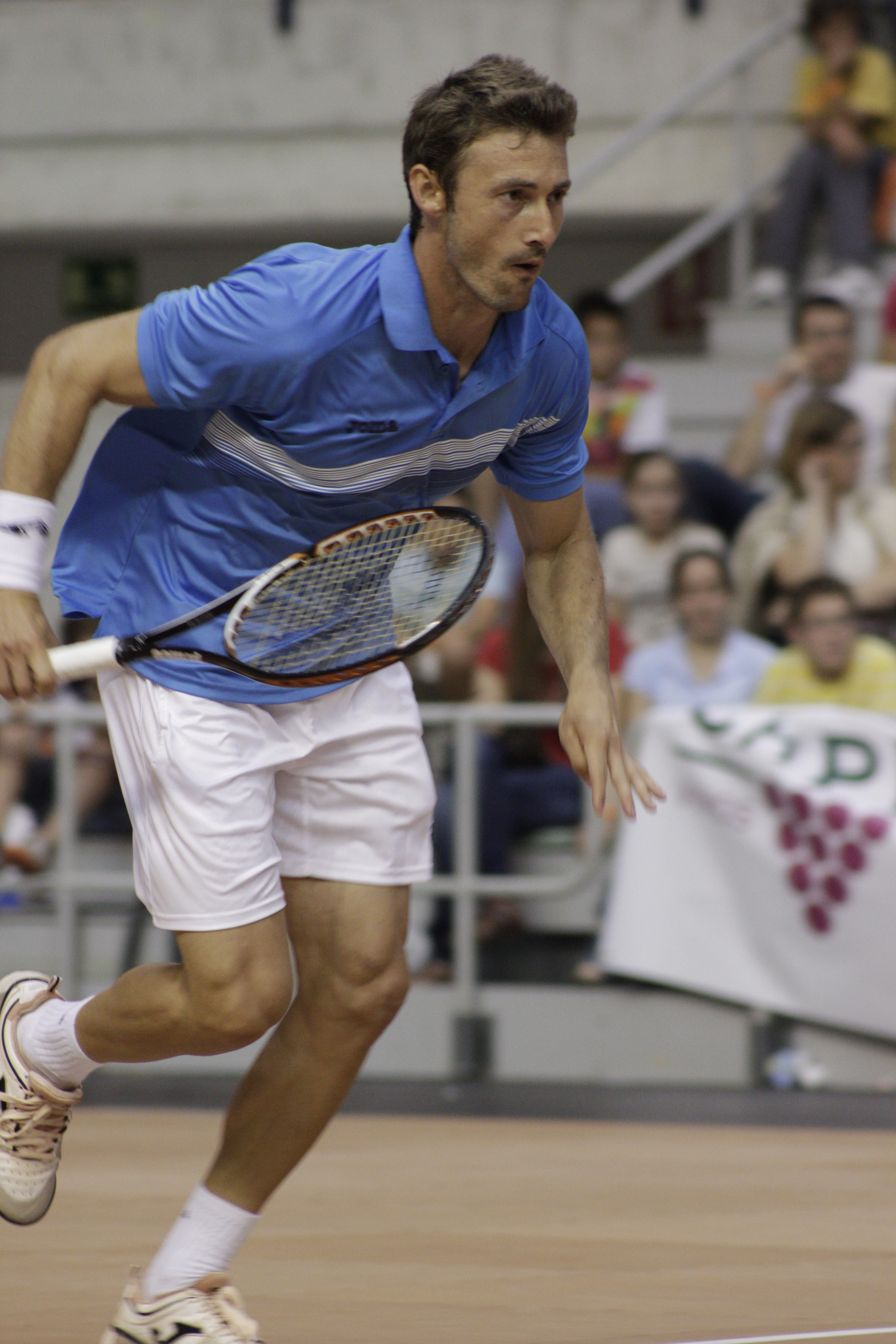
Ferrero el 2011 en un partit benèfic pels afectats del terratrèmol de Llorca.

El 2009 va començar de forma molt mediocre i va desaparèixer dels cent primers del rànquing. Ràpidament es va refer i el març va aconseguir el seu primer títol des del 2003 a Casablanca. De forma estranya, els seus èxits sobre terra batuda es van acabar aquí, en canvi, el seu ressorgiment va venir gràcies a les pistes de gespa, amb les semifinals a Queens i els quarts de final a Wimbledon. Seguidament va arribar a la final d'Umag i a quarta ronda al US Open. Aquestes actuacions que li van permetre passar del lloc 115 a tornar a entrar als vint primers del rànquing en només cinc mesos. El 2010 va començar amb resultats discrets però amb l'arribada de la terra batuda va millorar radicalment els seus resultats. En la gira sud-americana va aconseguir els títols de Costa do Sauipe i Buenos Aires, i va ser finalista a Acapulco, actuacions que li van permetre situar-se en 14a posició del rànquing, fet que no aconseguia des del 2004.
D'ençà que es va fer professional, Ferrero va ajudar a Espanya a guanyar diverses Copes Davis. En l'edició del 2000, va participar activament en totes les rondes guanyant els cinc partits que va disputar en les tres eliminatòries contra Rússia, Estats Units i Austràlia. Espanya va guanyar el primer títol de la seva història. En el 2001 va perdre el seu primer partit i Espanya també va caure en primera ronda contra els Països Baixos. En el 2004 també va ser un jugador clau en la consecució del segon títol del país jugant les eliminatòria contra els Països Baixos, França i Estats Units. Si bé en el títol del 2008 no va participar en cap eliminatòria perquè estava passant una mala època professional, si que va tornar a col·laborar en l'edició del 2009. Va guanyar el partit definitiu de l'eliminatòria de quarts de final contra Alemanya i també va guanyar el seu partit de semifinals contra Israel. Tanmateix, degut a la recuperació de Rafael Nadal, Ferrero fou suplent en la final que també va guanyar Espanya davant Txèquia.

## Palmarès

### Individual: 34 (16−18)
| Llegenda (pre/post 2009)                                 |
| -------------------------------------------------------- |
| Grand Slams (1−2)                                        |
| Tennis Masters Cup / ATP Finals (0−1)                    |
| ATP Masters Series / ATP World Tour Masters 1000 (4−2)   |
| ATP International Series Gold / ATP World Tour 500 (2−6) |
| ATP International Series / ATP World Tour 250 (9−7)      |

| Títols per superfície |
| --------------------- |
| Dura (3−9)            |
| Gespa (0−0)           |
| Terra batuda (13−9)   |

| Resultat  | Núm. | Data                    | Torneig                          | Superfície   | Oponent               | Marcador                   |
| --------- | ---- | ----------------------- | -------------------------------- | ------------ | --------------------- | -------------------------- |
| Guanyador | 1.   | 13 de setembre de 1999  | Mallorca, Espanya                | Terra batuda | Àlex Corretja         | 2−6, 7−5, 6−3              |
| Finalista | 1.   | 13 de febrer del 20010  | Dubai, Emirats Àrabs Units       | Dura         | Nicolas Kiefer        | 5−7, 6−3, 4−6              |
| Finalista | 2.   | 30 d'abril del 2000     | Barcelona, Espanya               | Terra batuda | Marat Safin           | 3−6, 3−6, 4−6              |
| Guanyador | 2.   | 26 de febrer del 2001   | Dubai                            | Dura         | Marat Safin           | 6−2, 3−1, retirada         |
| Guanyador | 3.   | 9 d'abril del 2001      | Estoril, Portugal                | Terra batuda | Fèlix Mantilla        | 7−6(3), 4−6, 6−3           |
| Guanyador | 4.   | 23 d'abril del 2001     | Barcelona                        | Terra batuda | Carles Moyà           | 4−6, 7−5, 6−3, 3−6, 7−5    |
| Guanyador | 5.   | 7 de maig del 2001      | Roma, Itàlia                     | Terra batuda | Gustavo Kuerten       | 3−6, 6−1, 2−6, 6−4, 6−2    |
| Finalista | 3.   | 20 de maig del 2001     | Hamburg, Alemanya                | Terra batuda | Albert Portas         | 6−4, 2−6, 6−0, 6−7(5), 5−7 |
| Finalista | 4.   | 15 de juny del 2001     | Gstaad, Suïssa                   | Terra batuda | Jiří Novák            | 1−6, 7−6(5), 5−7           |
| Guanyador | 6.   | 15 d'abril del 2002     | Montecarlo, Mònaco               | Terra batuda | Carles Moyà           | 7−5, 6−3, 6−4              |
| Finalista | 5.   | 9 de juny del 2002      | Roland Garros, França            | Terra batuda | Albert Costa          | 1−6, 0−6, 6−4, 3−6         |
| Finalista | 6.   | 28 de juliol del 2002   | Kitzbühel, Àustria               | Terra batuda | Àlex Corretja         | 4−6, 1−6, 3−6              |
| Guanyador | 7.   | 23 de setembre del 2002 | Hong Kong, Xina                  | Dura         | Carles Moyà           | 6−3, 1−6, 7−6(4)           |
| Finalista | 7.   | 18 de novembre del 2002 | Tennis Masters Cup, Xangai, Xina | Dura (i)     | Lleyton Hewitt        | 5−7, 5−7, 6−2, 6−2, 4−6    |
| Finalista | 8.   | 12 de gener del 2003    | Sydney, Austràlia                | Dura         | Lee Hyung-taik        | 6−4, 6−7(6), 6−7(4)        |
| Guanyador | 8.   | 14 d'abril del 2003     | Montecarlo (2)                   | Terra batuda | Guillermo Coria       | 6−2, 6−2                   |
| Guanyador | 9.   | 28 d'abril del 2003     | València, Espanya (2)            | Terra batuda | Christophe Rochus     | 6−2, 6−4                   |
| Guanyador | 10.  | 26 de maig del 2003     | Roland Garros                    | Terra batuda | Martin Verkerk        | 6−1, 6−3, 6−2              |
| Finalista | 9.   | 7 de setembre del 2003  | US Open, Estats Units            | Dura         | Andy Roddick          | 3−6, 6−7(2), 3−6           |
| Finalista | 10.  | 29 de setembre del 2003 | Bangkok, Tailàndia               | Dura (i)     | Taylor Dent           | 3−6, 6−7(5)                |
| Guanyador | 11.  | 13 d'octubre del 2003   | Madrid, Espanya                  | Dura         | Nicolás Massú         | 6−3, 6−4, 6−3              |
| Finalista | 11.  | 22 de febrer del 2004   | Rotterdam, Països Baixos         | Dura (i)     | Lleyton Hewitt        | 7−6(1), 5−7, 4−6           |
| Finalista | 12.  | 24 d'abril del 2005     | Barcelona (2)                    | Terra batuda | Rafael Nadal          | 1−6, 6−7(4), 3−6           |
| Finalista | 13.  | 16 d'octubre del 2005   | Viena, Àustria                   | Dura (i)     | Ivan Ljubičić         | 2−6, 4−6, 6−7(5)           |
| Finalista | 14.  | 21 d'agost del 2006     | Cincinnati, Estats Units         | Dura         | Andy Roddick          | 4−6, 3−6                   |
| Finalista | 15.  | 19 de febrer de 2007    | Costa do Sauipe, Brasil          | Terra batuda | Guillermo Cañas       | 6−7(4), 2−6                |
| Finalista | 16.  | 13 de gener de 2008     | Auckland, Nova Zelanda           | Dura         | Philipp Kohlschreiber | 6−7(4), 5−7                |
| Guanyador | 12.  | 12 d'abril de 2009      | Casablanca, Marroc               | Terra batuda | Florent Serra         | 6−4, 7−5                   |
| Finalista | 17.  | 2 d'agost de 2009       | Umag, Croàcia                    | Terra batuda | Nikolai Davidenko     | 3−6, 0−6                   |
| Guanyador | 13.  | 14 de febrer de 2010    | Costa do Sauipe                  | Terra batuda | Łukasz Kubot          | 6−1, 6−0                   |
| Guanyador | 14.  | 21 de febrer de 2010    | Buenos Aires, Argentina          | Terra batuda | David Ferrer          | 5−7, 6−4, 6−3              |
| Finalista | 18.  | 27 de febrer del 2010   | Acapulco, Mèxic                  | Terra batuda | David Ferrer          | 3−6, 6−3, 1−6              |
| Guanyador | 15.  | 1 d'agost de 2010       | Umag, Croàcia                    | Terra batuda | Potito Starace        | 6−4, 6−4                   |
| Guanyador | 16.  | 18 de juliol de 2011    | Stuttgart, Alemanya              | Terra batuda | Pablo Andújar         | 6−4, 6−0                   |

#### Períodes com a número 1
| Núm. | Predecessor  | Dates                   | Successor    | Setmanes | Acumulat |
| ---- | ------------ | ----------------------- | ------------ | -------- | -------- |
| 1.   | Andre Agassi | 08/09/2003 − 02/11/2003 | Andy Roddick | 8        | 8        |

### Equips: 3 (2−1)
| Resultat  | Núm. | Data                      | Torneig                          | Superfície       | Equip                                     | Oponents                                                        | Marcador |
| --------- | ---- | ------------------------- | -------------------------------- | ---------------- | ----------------------------------------- | --------------------------------------------------------------- | -------- |
| Guanyador | 1.   | 8−10 de desembre de 2000  | Copa Davis, Barcelona, Espanya   | Terra batuda     | Joan Balcells Àlex Corretja Albert Costa  | Lleyton Hewitt Patrick Rafter Sandon Stolle Mark Woodforde      | 3−1      |
| Finalista | 2.   | 28−30 de novembre de 2003 | Copa Davis, Melbourne, Austràlia | Gespa            | Àlex Corretja Carles Moyà Feliciano López | Wayne Arthurs Lleyton Hewitt Mark Philippoussis Todd Woodbridge | 1−3      |
| Guanyador | 2.   | 3-5 de desembre de 2004   | Copa Davis, Sevilla, Espanya (2) | Terra batuda (i) | Carles Moyà Rafael Nadal Tommy Robredo    | Bob Bryan Mike Bryan Mardy Fish Andy Roddick                    | 3–2      |

## Trajectòria

### Individual
| Torneig | 1999 | 2000 | 2001        | 2002        | 2003        | 2004 | 2005        | 2006        | 2007        | 2008 | 2009        | 2010        | 2011        | 2012 | Títols | G-P    |
| --- | ---- | ---- | ----------- | ----------- | ----------- | ---- | ----------- | ----------- | ----------- | ---- | ----------- | ----------- | ----------- | ---- | ------ | ------ |
| Open d'Austràlia | A    | 3R   | 2R          | A           | QF          | SF   | 3R          | 3R          | 2R          | 4R   | 1R          | 1R          | A           | 1R   | 0 / 11 | 20–11  |
| Roland Garros | Q    | SF   | SF          | F           | G           | 2R   | 3R          | 3R          | 3R          | 1R   | 2R          | 3R          | A           | 2R   | 1 / 12 | 34–11  |
| Wimbledon | A    | A    | 3R          | 2R          | 4R          | 3R   | 4R          | 3R          | QF          | 2R   | QF          | 1R          | A           |      | 0 / 10 | 22–10  |
| US Open | 1R   | 4R   | 3R          | 3R          | F           | 2R   | 1R          | 2R          | 1R          | A    | 4R          | 3R          | 4R          |      | 0 / 12 | 23–12  |
| Tennis Masters Cup | A    | A    | SF          | F           | RR          | A    | A           | A           | A           | A    | A           | A           | A           |      | 0 / 3  | 5–7    |
| Jocs Olímpics | NC   | QF   | No celebrat | No celebrat | No celebrat | 2R   | No celebrat | No celebrat | No celebrat | A    | No celebrat | No celebrat | No celebrat |      | 0 / 2  | 4–2    |
| Rànquing a final d'any | 45   | 12   | 5           | 4           | 3           | 31   | 17          | 23          | 24          | 55   | 23          | 29          | 50          |      |        | 108–53 |
| Llegenda: G: Guanyador; F: Finalista; SF: Semifinalista; QF: Quarts de final; Q: Qualificació; A: Absent; RR: Round Robin; Q: Qualificació |      |      |             |             |             |      |             |             |             |      |             |             |             |      |        |        |